# فريمان براون
فريمان براون (بالإنجليزية: Freeman Brown)‏ هو لاعب كرة قاعدة أمريكي، ولد في 31 يناير 1845 في هوباردستون في الولايات المتحدة، وتوفي في 27 ديسمبر 1916 في ورسستر في الولايات المتحدة.